# Salinas de Oro
Salinas de Oro (cooficialmente en euskera: Jaitz) es un municipio español de la Comunidad Foral de Navarra, situado en la Merindad de Estella, en la comarca de Estella Oriental y a 27 km de la capital de la comunidad, Pamplona. Su población en el 2024 fue de 112 habitantes (INE).

## Toponimia
El nombre original del pueblo es Ianitz, registrado por primera vez en 947 como Geniz. Este procedería del nombre de pila romano Ianius junto al sufijo -itz, que indica posesión, significando por tanto "lugar propiedad de Ianius". Esta construcción es análoga a otros tantos topónimos navarros como Armendaritze, Auritz, Ilurdotz, Mezkiritz, Munarritz, Ostitz...
El euskera ha conservado este nombre, aunque con pérdida de nasal intervocálica Janitz > Jaitz, atestada ya en el siglo XII, fenómeno habitual en lengua vasca observable también en topónimos como Urdaitz < Urdaniz. En el dialecto local del euskera, ya extinguido, que formaba parte del altonavarro meridional, se le conocía como Xaize, con paso /ɟ/ > /ʃ/ típico de hablas navarras de la cuenca de Pamplona y alrededores.
En romance navarro medieval el pueblo fue conocido tanto por Yaniz como por Salinas, hasta que este último terminó imponiéndose. Se trata de una designación común en zonas de producción de sal (Salinas de Añana, Salinas de Ibargoiti, Salinas de Léniz, Salinas de Pamplona, etc.), por lo que para diferenciarse de otros topónimos de idéntico origen adoptó el apelativo de Oro, en referencia al vecino pueblo y castillo de Oro, situado entre Salinas y Arzoz y hoy en día desaparecido.
El término Oro es de origen incierto, ya que aparece como elemento de otros topónimos navarros como Orokieta, Mendiorotz, Orotz y Orontze, todos ellos de origen vasco. Su significado es desconocido, aunque los lingüistas tienden a relacionarlo con el concepto de altura, descartando así que tenga algo que ver con el metal del mismo nombre, que en euskera se conoce como urre.
El nombre oficial fue únicamente Salinas de Oro hasta el 19 de enero de 2009, cuando por decreto foral tomó la forma bilingüe Salinas de Oro / Jaitz, recuperando así el nombre original conservado en euskera.

## Demografía
Salinas de Oro cuenta con una población de 112 habitantes (INE 2024).
| Gráfica de evolución demográfica de Salinas de Oro entre 1842 y 2021 |
| |
| Población de derecho según los censos de población del INE Población de hecho según los censos de población del INEEn estos censos se denominaba Salinas de Oro: 1842, 1857, 1860, 1877, 1887, 1897, 1900, 1910, 1920, 1930, 1940, 1950, 1960, 1970, 1981, 1991 y 2001 |